# علبة المرافق

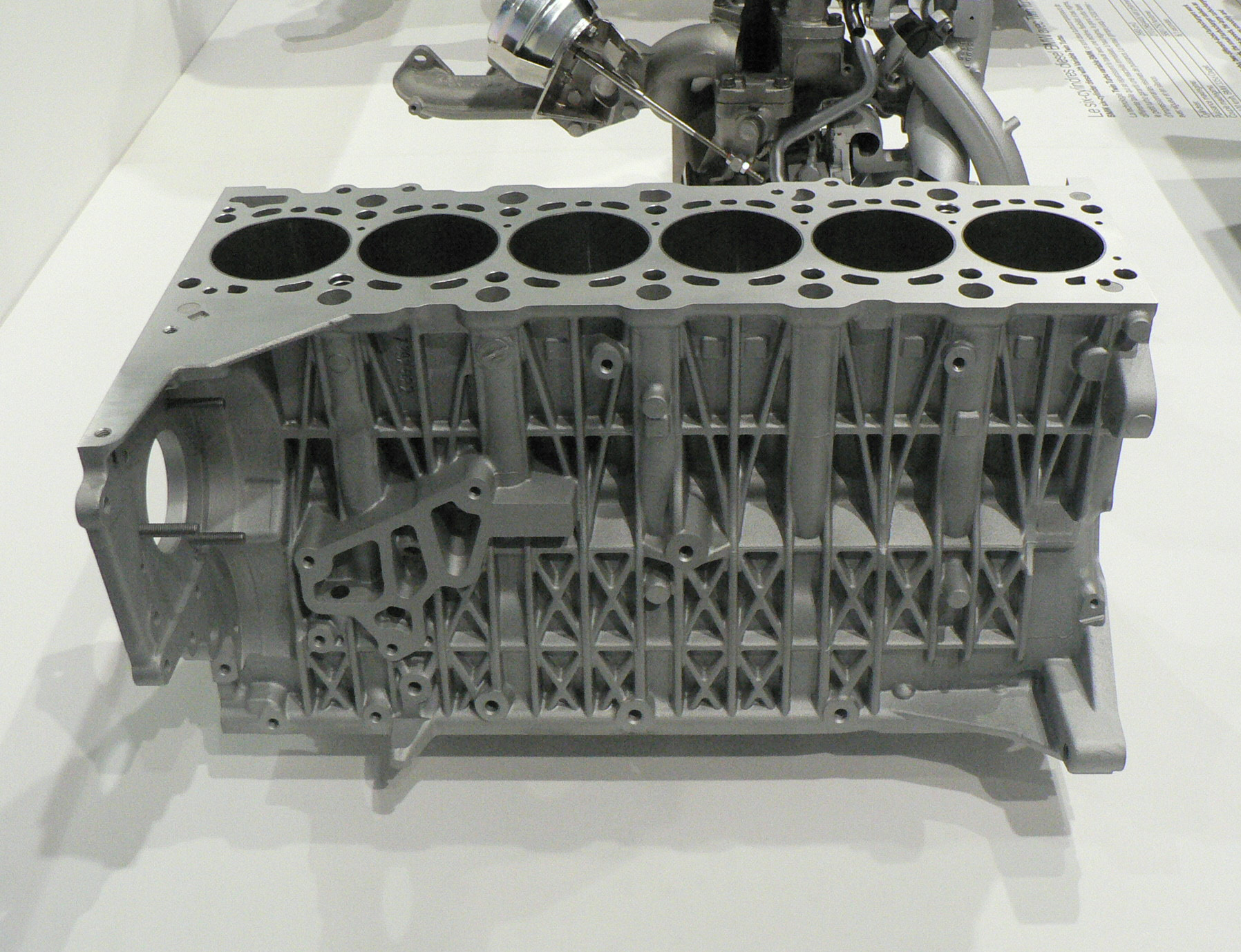
علبة مرافق لمحرك

علبة المَرافق هي هيكل معدني يحوي على الأعمدة المرافقة ضمن محركات الاحتراق الداخلي المترددة. تدمج علبة المرافق في المحركات الحديثة عادة  مع قطع المحرك الأخرى في صبة واحدة لتعطي هيكل المحرك.